# Jezioro Sicieńskie (powiat wąbrzeski)
Jezioro Sicieńskie – jezioro w woj. kujawsko-pomorskim, w powiecie wąbrzeskim, w gminie Wąbrzeźno, leżące na terenie Pojezierza Chełmińskiego.
Charakteryzuje się dość regularną nieregularną linią brzegową – ma kształt wydłużony w kierunku północ-południe. W południowej części, którą jezioro wcina się w zabudowę miasta znajduje się niewielka wyspa.

## Dane morfometryczne
Powierzchnia zwierciadła wody według różnych źródeł wynosi od 48,3 ha do 51,0 ha.
Zwierciadło wody położone jest na wysokości 95,7 m n.p.m. Średnia głębokość jeziora wynosi 1,1 m, natomiast głębokość maksymalna 3,0 m.
W oparciu o badania przeprowadzone w 1998 roku wody jeziora zaliczono do wód pozaklasowych i poza kategorią podatności na degradację. Wody jeziora są znacznie zanieczyszczone – stwierdzono w nich obecność substancji toksycznych (m.in. fenoli) i ślady metali ciężkich.

## Hydronimia
Według urzędowego spisu opracowanego przez Komisję Nazw Miejscowości i Obiektów Fizjograficznych (KNMiOF) nazwa tego jeziora to Jezioro Sicieńskie. W różnych publikacjach i na mapach topograficznych jezioro to występuje pod nazwą Sitno.